# Command & Conquer (игра, 1995)
Command & Conquer (с англ. — «командуй и завоёвывай», сокр. C&C; также известна под подзаголовком Tiberian Dawn (в переводе с англ. — «Рассвет тиберия») — компьютерная игра в жанре стратегии в реальном времени, разработанная компанией Westwood Studios и впервые изданная компанией Virgin Interactive в 1995 году; первая игра в одноимённой франшизе и первая игра в сюжетной тибериевой подсерии.
Действие игры разворачивается в альтернативной временно́й реальности, условно современной нашей, в которой по всему миру идёт война между двумя глобализированными группировками — международными войсками ООН, объединёнными в Глобальный Совет Безопасности (ГСБ), и военно-религиозным Братством Нод; обе стороны борются за обладание тиберием — инопланетной субстанцией, медленно распространяющейся по всей планете.
Первые идеи касательно Command & Conquer были заложены во время разработки предыдущей игры компании — Dune II 1992 года, пополняясь концептами, представленными в последней. Под впечатлением от событий, происходивших на тот момент в мире (война в Персидском заливе, югославские войны), разработчиками был создан соответствующий сеттинг. Особой чертой игры стали видеоролики, сопровождающие прохождение игровых кампаний и снятые с участием живых актёров; в числе последних известность получил режиссёр видеороликов Джозеф Кукан, также сыгравший главную роль — лидера Братства Нод Кейна.
После выхода Command & Conquer стала коммерчески успешной игрой; положительно оценённая в профильной прессе, игра в последующий период разошлась тиражом в количестве 3 миллионов копий. В 2007 году компания Electronic Arts, как владелец прав на серию, выпустила её для бесплатной загрузки в честь 12-летия со дня выхода игры. По мнению многих игровых изданий, Command & Conquer наряду с другими входит в число игр, оказавших значительное влияние на развитие жанра стратегий в реальном времени.

## Игровой процесс

### Общее описание

Скриншот игры: режим одиночного прохождения, первая миссия кампании ГСБ — войска последней атакуют орудийную башню Нод.

Command & Conquer является стратегией в реальном времени, в которой игровой процесс строится по принципу «собирать (ресурсы) — построить (базу) — завоевать», введённом Westwood Studios в своей предыдущей игре Dune II, но в отличие от этой и последовавшей за ней в 1994 году Warcraft: Orcs & Humans, в Command & Conquer различия между игровыми сторонами (фракциями) проявлены в гораздо большей степени. Согласно означенному принципу, игроку требуется собирать ресурсы (конкретно в игре — тиберий), необходимые для строительства и расширения базы и подготовки боевых единиц (юнитов) для защиты базы и разгрома вражеских сил. Игроку предлагается выступить на стороне одной из двух фракций — ГСБ либо Нод.
Важным моментом стало расширение функции «рамки выделения», введённой ранее в Warcraft — если в последней было возможно одновременно управлять только четырьмя юнитами на поле боя, то в Command & Conquer стало возможным выделить все войска, расположенные на экране.

### Строительство базы
Как и в Dune II, игровой процесс в Command & Conquer требует от игрока в первую очередь построить базу и затем собрать ресурсы, которые потом используются для расширения базы и производства различных типов юнитов. Строительство осуществляется из соответствующего специального сооружения — сборочного цеха (англ. Construction Yard, вариант сборочный двор): сначала идёт подготовка «заказанного» здания в сборочном цеху, которая может занимать определённый промежуток времени в зависимости от выбранной постройки, после чего «готовая» постройка размещается в пространстве вблизи уже имеющихся.
Единственным источником денег (кредитов) в игре является тиберий, собираемый с соответствующих полей специальной техникой — сборщиками (англ. Harvester или «харвестер») и доставляемый для последующей разгрузки и переработки в соответствующие постройки — обогатители (англ. Tiberium Refinery), имеющие ограничение на количество помещающегося тиберия, вследствие чего игроку для расширения лимита требуется построить вспомогательные сооружения — хранилища (англ. Tiberium Silo).
Другим важным ресурсом в игре является электроэнергия, производимая только энергостанциями (англ. Power Plant): как стандартными, так и более мощными улучшенными (англ. Advanced Power Plant) — более затратными, чем стандартные, но дающими значительно больший выход поставляемой электроэнергии; сооружения всех иных родов требуют при строительстве определённое количество электроэнергии; при превышении доступного количества некоторые сооружения (в частности — оборонные сооружения и радар) перестают работать либо работают очень медленно; также, количество поставляемой электроэнергии определяется степенью повреждений, полученных энергостанцией.
Различные сооружения и юниты, производимые игроком, в совокупности образуют технологическое древо, в котором доступ к технологически более совершенным, а соответственно, более дорогим сооружениям и юнитам осуществляется после строительства требуемых для этого сооружений. В случае, если такие сооружения будут уничтожены, доступ к полученным технологиям может быть заблокирован.
База может быть защищена различными сооружениями, в число которых входят как заградительные укрепления (мешки с песком, сетки Рабица и бетонные стены), так и активные оборонительные сооружения, такие как сторожевые башни у GDI (пулемётные либо ракетные); орудийные башни, установки ПВО и Обелиски света (англ. Obelisk of Light) у Нод.

### Боевые единицы
В Command & Conquer все боевые единицы разделены на три типа: пехоту, наземную технику и авиацию. Примерно в игре присутствует 50 видов боевых единиц и сооружений, некоторые из которых являются общими для обеих сторон.
ГСБ, как пишут Брюс Герык из GameSpot и вслед за ним Дмитрий Чеканов из 3DNews, «больше рассчитывает» на огневую мощь — их юниты более прочные и мощные, чем имеющиеся у Братства, но при этом их строительство обходится более дорого по количеству как затрачиваемых ресурсов, так и по времени.
В противоположность ГСБ, силы Братства полагаются на скорость; соответственно, их юниты являются более дешевыми относительно стоимости и времени подготовки, и поэтому менее выносливыми, но при этом более мобильными. У обеих сторон в наличии имеется спецоружие; у ГСБ таковым является орбитальное ионное орудие (англ. Ion Cannon), управляемое из улучшенного командного центра (англ. Advanced Communications Center); у Нод спецоружием является ракетно-ядерный удар, запускаемый из храма Нод (англ. Temple of Nod).

### Режимы игры

#### Кампания
Однопользовательская игра в Command & Conquer включает две сюжетных кампании за обе стороны конфликта, каждая из которых подразделена на несколько миссий, сопровождаемых видеороликами, в которых представитель одной из фракций (генерал Шепард в кампании ГСБ, Сет и позднее Кейн в кампании Братства) разъясняет игроку цель задания; выбор кампаний происходит в начале новой игры. В большинстве миссий кампаний от игрока требуется разгромить либо захватить базу противника; в отдельных случаях целью игрока является захват либо защита некоего значимого объекта; некоторые миссии вносят разнообразие в традиционную схему игры, включая в себя отсутствие базы либо наличие побочных заданий, при выполнении которых игрок получает доступ к дополнительным возможностям. Во время прохождения игроку может предлагаться выбор между выполнением одной из двух или трёх предложенных миссий.

#### Коллективный режим
Оригинальная версия игры для DOS включала в себя режим многопользовательской игры до 4-х человек, что было редкостью в то время; режим многопользовательской игры через Интернет посредством сервиса Westwood Online был добавлен в Gold Edition. Тем не менее, в связи с изменениями в библиотеках IPX на Windows 2000 и Windows XP, сетевая игра (как минимум до появления сервиса CnCNet) стала невозможной, кроме как через параллельный или последовательный порт.

## Сюжет

### Вселенная игры
По сюжету игры, в 1995 году на Землю в районе реки Тибр в Италии падает метеорит, который становится источником распространения внеземной субстанции, получившей название тиберий (англ. Tiberium). Исследования выявляют, что инопланетный минерал обладает очень сильным энергопотенциалом и представляет большую ценность для мировой экономики. Однако позднее оказывается, что тиберий также вызывает мутации и уничтожает биосферу планеты. Вскоре древнее тайное общество, называющее себя Братством Нод (англ. Brotherhood of Nod), проявило интерес к этой новой субстанции, и начало вкладывать инвестиции в разработку средств для добычи тиберия и его переработки, опережая соответствующие наработки научного сообщества. В скором времени, Нод во главе с харизматичным предводителем, известным под именем Кейн, получило контроль над примерно половиной всех поставок и с их помощью набирает огромную армию последователей по всему миру.
Вскоре по всему миру проходит серия террористических актов (из которых один, совершённый в вымышленном торговом центре в Вене, показывается в начале вступительного ролика). Ответственность за теракты была быстро возложена на Братство Нод, после чего Совет безопасности ООН пришёл к пониманию того, что Кейн и его организация начинают кампанию глобального терроризма, и организует международную военную коалицию, получившую название Глобального Совета Безопасности (англ. Global Defence Initiative; сокращённо ГСБ). В итоге конфликт двух сторон приобретает форму глобальной войны с терроризмом, впоследствии получившей название Первой тибериевой. Действие игровых кампаний начинается вскоре после появления тиберия, хотя конкретные временные рамки не указаны в игре.

### Кампании
В игре есть две кампании за обе стороны тибериевого конфликта. Канонической считается кампания за ГСБ.

#### Кампания за ГСБ (Глобальный Совет Безопасности)
В ходе кампании за ГСБ главной целью игрока является ликвидация европейских сил Нод. Под командованием генерала ГСБ Марка Джеймисона Шепарда (англ. Mark Jamieson Sheppard) игрок должен провести ряд операций: от простой высадки на побережье до актов спасения мирных жителей и учёных (в частности — доктора Игнатио Мёбиуса (англ. Ignatio Mobius), который исследовал тиберий), а также защиту штабов ГСБ. Миссии кампании проходят в странах центральной и восточной Европы.
Важным элементом сюжета этой кампании является международный скандал, вызванный через манипуляцию общественным мнением, посредством которой Братству через лояльного ему журналиста Грега Бардетта (англ. Greg Burdette) удалось убедить общественность в нападении и последующей резне, якобы устроенной войсками ГСБ в польском Белостоке. Как следствие, финансирование ГСБ было временно сокращено, и часть миссий игроку приходится проходить ограниченными силами. В конце концов, игрок осаждает главную базу Братства — храм Нод в Сараево, столице Боснии и Герцеговины — и разрушает последний с помощью ионного орудия или собственными силами, уничтожив, как казалось, Кейна вместе с ним.

#### Кампания за Братство Нод
В начале кампании Братства игрок в роли новобранца выполняет задания под началом помощника Кейна Сета (англ. Seth). После попыток Сета склонить игрока к вторжению в США без согласия на это Кейна, последний убивает его и по дальнейшему действию кампании поручает игроку задания напрямую. Цель игрока — заставить ГСБ вывести свои силы из северной Африки с помощью как конвенционального, так и неконвенционального оружия. Окончательной целью является строительство храма Нод в Южной Африке и захват контроля над ионным орудием; в итоге весь африканский континент оказывается в подчинении Братства, планирующего добиться такого же успеха и в Европе. В завершение игрок может выбрать для уничтожения посредством захваченного ионного орудия одну из четырёх мировых достопримечательностей: Белый дом в США, Бранденбургские ворота в Германии, Эйфелева башня во Франции или Вестминстерский дворец с Биг-Беном в Великобритании. Вне зависимости от выбранного объекта, ГСБ окажется под ударом и потеряет поддержку в развитых странах, что будет на руку Кейну.

## Разработка
Westwood Studios начала разработку игры в начале 1993 года; изначальные наработки касательно игры появились на завершающем этапе разработки Dune II. Команда разработчиков стремилась построить свой новый проект на основании предыдущего, и, по словам продюсера игры и сооснователя Westwood Бретта Сперри, Command & Conquer явилась конечным результатом желаний, нереализованных в Dune II. После успеха последней Сперри был уверен, что «пришло время создать совершенную RTS» на основе оригинальной интеллектуальной собственности. Позднее он говорил, что с самого начала решил избрать названием для игры Command & Conquer, поскольку, по его мнению, это в наибольшей степени отражало суть игрового процесса.
Первоначальная концепция сеттинга игры была разработана Бреттом Сперри совместно со сценаристом Айди Ларамур (англ. Eydie Laramore) и ведущим программистом Джозефом Бостиком (англ. Joseph Bostic). Как и в случае с Dune II, Command & Conquer на этапе разработки представляла собой скорее фэнтезийную игру с волшебниками и рыцарями, нежели то, чем игра стала ближе к выходу. Значительное влияние на команду разработчиков оказал политический климат того времени (в частности война в Персидском заливе 1991 года), что, по словам Джозефа Бостика и Луиса Кастла, определило сеттинг современных войн в качестве осно́вного; как пояснял Кастл, Сперри представлял будущее войн противостоянием между западными обществами с одной стороны и децентрализованными организациями анархистов с другой.
Разработчики стремились сформировать у игрока ощущение того, что компьютер является своеобразной точкой доступа к полю боя, что особенно выразилось в программе установки игры, выполненной в форме взлома военной инфраструктуры.
В своих интервью Джозеф Кукан упоминал, что идея Братства Нод принадлежала в значительной степени Айди Ларамур, с которой Кукан обсуждал детали сюжета и библейские метафоры.
Обозреватель журнала Computer & Video Games Пол Мэллинсон пишет в своей ретроспективе, что продакшн игры был «быстрым, сфокусированным и весёлым». По словам Кастла, так как компания также работала над несколькими другими проектами, то разработка Command & Conquer не была «рабочей вечеринкой»; но по словам Джозефа Бостика, это было «так весело, что было бы удивительным [для него] действительно получить зарплату». Участники предварительного тестирования отнеслись к игре с энтузиазмом, что побудило команду работать больше.
Идея тиберия, вдохновлённая фильмом 1957 года «Монстры-монолиты», была предложена как замена спайсу из Dune II; по словам Луиса Кастла, команда Westwood имела целью ввести в игру некий «основной ресурс», за который бы сражались стороны конфликта.

### Видеоролики
- Джозеф Кукан — Кейн
- Эрик Мартин — бригадный генерал GDI Марк Джеймисон Шепард
- Билл Коллинз — полковник GDI Картер
- Венди Баггер — полковник GDI Морелли
- Ричард Смит — доктор Игнатио Мёбиус
- Эрик Гуч — Сет
- Эрик Рэндолл — репортёр Грег Бардетт
- Киа Ханцингер — EVA (голос)

Самым важным внешним фактором, обусловившим успех Command & Conquer, стала популярность компакт-дисков, волна которой пришлась на период разработки игры. Westwood задействовала FMV видеоролики для сопровождения действий игровых кампаний, которые были сняты с участием живых актёров. Ими из-за ограниченности бюджета стали сотрудники Westwood, которые (за исключением Джозефа Кукана) не являлись профессиональными актёрами. В то время, как в таких играх, как Phantasmagoria от Sierra и Star Wars: Rebel Assault от LucasArts разменивали геймплей на яркое и живое видео, то в Command & Conquer разработчики наоборот, использовали видеоролики в помощь геймплею. Ввиду небольшого бюджета съёмки проходили в весьма скромных, почти «лагерных» условиях; профессионализм Кукана, как говорит Кастл, здесь сыграл значительную роль.

### Издания
Первоначально Command & Conquer планировалась к выходу для DOS весной 1995 года, но в итоге релиз игры состоялся 31 августа 1995 года. В 1997 году игра получила переиздание для ОС Windows 95, получившее название Command & Conquer Gold; в том же году игра была портирована на Macintosh. Версии игры для PlayStation и Saturn были выпущены в 1996 и 1997 годах соответственно; версия для Nintendo 64 вышла в конце июня 1999 года. На всех платформах (за исключением Nintendo 64) игра выпускалась двухдисковым изданием: на обоих дисках, помимо файлов установки, размещались файлы, относящиеся к игровым кампаниям: GDI на первом диске и Братства Нод на втором соответственно.
Версия игры на Saturn графически идентична оригинальной на MS-DOS. Для данной версии имеются варианты озвучивания на английском, немецком, французском и японском языках, доступны с переключением языка системы; язык озвучивания в видеороликах соответствует языку издания (английский в большинстве случаев, все остальные — в странах соответствующего издания). Версия на PlayStation идентична версии на Saturn и включает пять дополнительных миссий, однако мультиплеер отсутствует (равно как и в версии на Saturn), что компенсировано наличием миссий из дополнений The Covert Operations. Версия игры для PlayStation была выпущена позднее через сервис PlayStation Network.
Версия для Nintendo 64, разработанная компанией Looking Glass Studios, включает в себя практически полностью новую графику с трёхмерными моделями большей части юнитов и окружения; видеоролики в данной версии заменены на статичные изображения, сопровождаемые голосовым сообщением.
Переиздание игры для компьютеров с ОС Windows 95, носящее название Command & Conquer Gold, имеет улучшенный графический движок; в этом плане игра стала схожа с уже вышедшей к тому моменту Red Alert. Дополнение The Covert Operations может быть установлено для этой версии.
В 2006 году, в ознаменование десятилетия игровой серии, Electronic Arts выпустила сборник The First Decade, включивший все игры серии, вышедшие к этом времени. В качестве основы для первой игры была взята Command & Conquer Gold, изначально вышедшая для Windows 95. В 2007 году Electronic Arts в честь 12-летия со дня выхода игры, выпустила её для бесплатной загрузки.
В 2020 году EA выпустила сборник Remastered Collection, включивший ремастеры Command & Conquer и Red Alert, а также все дополнения к ним (кроме Sole Survivor), выходившие как для ПК, так и в виде эксклюзивного контента для консолей. Ремастер получил улучшенные для больших разрешений видеоролики, обновленную поддержку современной Windows и возможность свободно переключаться между современным и классическим (пикселизованным) видом.

#### Дополнения
В 1996 году Westwood выпустила дополнение к игре, получившее подзаголовок The Covert Operations (рус. Тайные операции). Оно включило в себя 15 миссий повышенной сложности (7 для GDI и восемь для Нод), десять новых мультиплеерных карт и семь дополнительных треков. В отличие от кампании оригинальной игры, миссии из дополнения возможно проходить в любом порядке. Дополнение также включает в себя секретную кампанию из 5 миссий, во время которых игрок борется с динозаврами.
В 1997 году был выпущен побочный проект под названием Command & Conquer: Sole Survivor, полностью сфокусированный на коллективном режиме игры, предлагая игрокам управление одной из боевых единиц в режимах deathmatch и захвата флага.
Консольные версии игры также включают в себя наборы дополнительных миссий под названием The Special Operations (с англ. — «Спецоперации»); позднее миссии из этих наборов были портированы фан-сообществом на PC. Версии для PlayStation и Saturn включают одинаковый набор миссий, тогда как версия для Nintendo 64 содержит четыре миссии, отличающихся от имеющихся в версиях на PlayStation и Saturn.

#### Цензура в немецком издании
В немецком издании игры из соображений цензуры вся пехота была заменена на киборгов и изменена часть видеороликов. Сам игровой процесс при этом не пострадал, но сюжет значительно изменился. Кровь в игре была заменена на мазут, а вместо предсмертных воплей, издаваемых пехотинцами при гибели, используются звуки небольших взрывов, или искорёженного металла в случае, когда юниты раздавливаются наземной техникой.

### Игровое сообщество
В сентябре 2008 года был выпущен неофициальный патч версии 1.06, введший поддержку игры на компьютерах с ОС Windows XP и выше. Первоначально возникнув как компиляция исправлений ошибок, появившихся в игре после релиза в составе сборника The First Decade, патч стал в итоге полноценным обновлением, введя в игру поддержку высоких разрешений и дополнительных языковых пакетов.

## Саундтрек

### Запись
Как и к предыдущей игре компании Dune II, музыка к Command & Conquer была написана Фрэнком Клепаки. Command & Conquer стала первой игрой в истории Westwood, в которой использовалась предварительно записанная музыка, тогда как в предшествующих играх музыка синтезировалась в формате MIDI. Для записи композиций были использованы семплеры Ensoniq ASR-10, Roland S760 и синтезатор Roland JD-990. Заметное влияние на Клепаки при написании композиций было оказано творчеством таких музыкантов, как Питер Гэбриэл из Genesis, Pink Floyd и Nine Inch Nails; также влияние на Клепаки оказал альбом Psalm 69 индастриал-метал-группы Ministry. Клепаки отмечал, что писал композиции «порциями», для каждой из которых был задан определённый мотив. Некоторые композиции были написаны в стиле, близком к академической музыке («Prepare for Battle»), другие же были заточены на хип-хоп («C&C Thang») и метал («Deception»). Некоторые композиции вроде «Hold on», выполненной в стиле чиллаут, были убраны из игры, так как не соответствовали общему стилю музыки, которого придерживался Клепаки.
К выходу дополнения The Covert Operations Клепаки написал несколько эмбиентных композиций по соответствующему запросу разработчиков.

### Издание
Официальный альбом, состоящий из 22 написанных для игры композиций, был выпущен вскоре после выхода последней двухдисковым изданием под названием The Music of Command & Conquer. Саундтрек был включен в состав различных специальных изданий игры, включавших в себя композиции из оригинальной игры и дополнения The Covert Operations. Хотя альбом никогда не выпускался для розничной продажи, Westwood продавала его по спецзаказу через свой сайт либо во внутриигровых каталогах. Альбом распространялся в алюминиевой упаковке с официальным логотипом игры.
Многие композиции альбома включают в себя дополнительный вокал, который можно было услышать только в версии игры для PlayStation. По словам Клепаки, композиции из альбома являются их первоначальными версиями, которые были отредактированы из-за конфликта вокальных треков с голосовыми эффектами в игре.

### Использованные семплы
В композициях «Deception» и «No Mercy» присутствует семплированная речь героя Джосса Экленда из фильма «Новые приключения Билла и Теда»; композиция «In Trouble» содержит семплированные речь героя Тома Круза из фильма «Лучший стрелок» и отрывок из песни «I Remember Now» американской метал-группы Queensrÿche с альбома Operation: Mindcrime. Как сообщает Клепаки, он не брал семплы напрямую из источников; вместо этого он перезаписал их в своей студии.

### Список композиций
Вся музыка написана Фрэнком Клепаки.
| №   | Название                        | Длительность |
| --- | ------------------------------- | ------------ |
| 1.  | «Act on Instinct»               | 2:54         |
| 2.  | «No Mercy»                      | 3:21         |
| 3.  | «Industrial 1»                  | 2:52         |
| 4.  | «Iron Fist»                     | 3:29         |
| 5.  | «We Will Stop Them (Deception)» | 3:07         |
| 6.  | «Radio»                         | 2:59         |
| 7.  | «On the Prowl»                  | 2:59         |
| 8.  | «Recon»                         | 4:18         |
| 9.  | «Drone»                         | 4:31         |
| 10. | «In the Line of Fire»           | 2:02         |
| 11. | «Prepare for Battle»            | 3:27         |
| 12. | «Depth Charge»                  | 4:12         |
| 13. | «Rain in the Night»             | 2:34         |
| 14. | «Creeping Upon»                 | 3:39         |
| 15. | «Target (Mechanical Man)»       | 2:49         |
| 16. | «Just Do It Up»                 | 2:20         |
| 17. | «C&C Thang»                     | 3:10         |
| 18. | «To Be Feared»                  | 2:41         |
| 19. | «Drill»                         | 4:28         |
| 20. | «Full Stop (Warfare)»           | 3:02         |
| 21. | «In Trouble»                    | 3:37         |
| 22. | «Airstrike»                     | 3:17         |

## Восприятие критиков
| Сводный рейтинг         | Сводный рейтинг  |
| Агрегатор               | Оценка           |
| ----------------------- | ---------------- |
| GameRankings            | 78,32 % (N64)    |
| Metacritic              | 94/100 (PC)      |
| Иноязычные издания      |                  |
| Издание                 | Оценка           |
| AllGame                 | [ 36 ]           |
| CGW                     | [ 9 ]            |
| GameSpot                | 9,3/10           |
| IGN                     | 7,6 (N64) 8 (PS) |
| PC Gamer (US)           | 91 %             |
| Computer Games Magazine | [ 8 ]            |
| Entertainment Weekly    | A-               |
| Macworld                | 7,8              |
| PowerPlay               | 86 %             |
| Русскоязычные издания   |                  |
| Издание                 | Оценка           |
| «Игромания»             | [ 41 ]           |
| «Страна игр»            | [ 42 ]           |
| Магазин игрушек         | 90 %             |
| Великий Dракон          | [ 43 ]           |

Command & Conquer получила огромный коммерческий успех, что было подкреплено положительными отзывами профильных изданий; спустя две недели после выхода игра была на втором месте из ста в неофициальном хит-параде игр, при выходе тиражом в количестве 3 миллионов копий. В 1998 году Command & Conquer Gold (наряду с Total Annihilation и StarCraft) была номинирована на премию Академии интерактивных искусств и наук в категории «Компьютерная стратегическая игра года», в которой уступила Age of Empires.

### Рецензии компьютерной версии
Обозреватель журнала Entertainment Weekly Боб Штраус похвалил достоинства игры, будучи уверенным, что видеоролики, озвучивание и «безостановочный экшен» служили тому, чтобы «оживить обычно тяжёлый жанр военных игр». После рассмотрения мультиплеера Command & Conquer и программы установки, которая, по словам Штрауса, была «наилучшей из тех, что [он] когда-либо видел», обозреватель заключил, что игра заставляет другие военные симуляторы смотреться такими же плоскими, как и «Риск».
Критик Computer Games Magazine Питер Смит в своей рецензии описал Command & Conquer как «поток адреналина в коробке», говоря, что «всё в этой игре говорит о её качестве». Смит похвалил внутриигровую музыку и звуковые эффекты, игровой процесс, сюжет и программу установки. Смит отметил некоторые проблемы, связанные с проблемами игрового ИИ, но в завершение обзора сообщил, что «Westwood удалось поднять планку качества». Рецензент Крис Худак из GameSpot написал, что «от экрана загрузки и до самого утра Command & Conquer является одной из наилучших игр для PC, которые [он] видел».
Рецензент Computer Gaming World Мартин Сирулис написал в своём обзоре, что Command & Conquer «остаётся улучшенной сетевой версией Dune II». Сирулис нашёл интерфейс игры интуитивным, а компоненту сетевой игры «продуманной и лёгкой к использованию». Сирулис похвалил сюжет, назвал его «таким же интересным, как и реальные тактика и боевые действия», и заявил, что готов купить «C&C2, лишь бы увидеть, как это закончится». Однако, по его мнению, разработчикам не удалось исправить, как он считал, «основные недостатки» Dune II, как туман войны, не подходивший сеттингу реального мира, а дизайн уровней, по его мнению, разработан таким образом, чтобы для их (уровней) прохождения игрок избирал единственный верный способ. Тем не менее, он заключил, что игра осталась «наиболее хорошо выглядящей и звучащей стратегией» и «более чем увлекательной», несмотря на свои недостатки. Позднее в 1996 году редакция CGW поставила игру на 48 место из 150 в рейтинге «лучших игр всех времен»; по мнению редакции, игра, не будучи «столь же совершенной, как Warcraft II», задала «новый стандарт многопользовательской игры», сочетающийся с хорошим сюжетом, поданным посредством «высококачественных» видеороликов.
В обзоре для PC Gamer US рецензент Лиам Макдональд пишет, что Command & Conquer имеет «всю играбельность Dune II, дополненную всё более новыми юнитами, всё более необычными сценариями и невероятно выполненными катсценами». Макдональд отозвался о боевой системе как об «удовлетворяющей смеси экшена и стратегии», что вкупе с «вниманием к мелким деталям» придало игре успех. Хотя, как полагает рецензент, игре не хватало «необычных местностей и иных уровней масштабирования», статью он завершил на мысли о том, что Command & Conquer — «сущее веселье».
Известный в 1990-е годы российский журнал «Магазин игрушек» (впоследствии «Game.EXE») оценил Command & Conquer в целом положительно — по рейтингу «интересности» игра получила 90 %; при высокой оценке звука и сюжета (в 90 и 100 % соответственно) графика была оценена в 60 %. Как пишет обозреватель Максим Белянин, значительных нововведений и откровений C&C не предлагает, продолжая практику Dune II; также, как пишет он, «создается впечатление, что игру писали для Macintosh, где без труда можно обходиться одной мышкой, а про клавиатуру напрочь забыть». В 1999 году «Game.EXE» в своём материале поставил C&C на второе место из десяти в рейтинге лучших игр 1990-х годов, составленном по результатам опроса ведущих разработчиков данного периода.

### Рецензии портированных версий

#### Версии на PlayStation и Saturn
В своём обзоре версии на Saturn рецензент Next Generation сообщил, что портированная версия «мало что добавляет к уже имеющемуся», и отметил в качестве недостатков маленькое разрешение экрана и отсутствие мультиплеера, но это не помешало ему назвать игру одной из лучших на приставке и обязательной к приобретению. Обозреватель Computer & Video Games написал, что версия игры на Saturn «идёт в одном ряду с лучшими играми Sega AM2», затягивая игрока простым игровым процессом при «невпечатляющих» графике и звуке, и добавил, что последние миссии являют собой «шедевр геймдизайна». Рецензент был уверен, что добавление мультиплеера поставило бы игру на один уровень с Virtua Fighter 2 и Nights into Dreams….
Три рецензента Game Informer высоко оценили версии игры на PlayStation и Saturn. Обозреватель Энди Макнамара сообщил, что, хотя «наилучший способ играть в C&C — это играть на компьютере», но консольные версии являются «превосходно выполненными», подпорченными только особенностями управления на консоли и невозможностью сохраняться во время миссии; с ним согласился Эндрю Райнер, который отзывался о них как о «чистых компьютерных портах», превосходно передающих атмосферу оригинальной игры, и возмутился отсутствием мультиплеера; наконец, Джон Шторм в общей совокупности отозвался об игре как о «прекрасном дополнении в библиотеку игрока как на PlayStation, так и на Saturn».
Обозреватель Next Generation в рецензии на версию игры для PlayStation отметил те же проблемы, что были замечены рецензентом того же издания в обзоре версии для Saturn, но в то же время указал на то, что наличие миссий из дополнения The Covert Operations добавляет игре некоторый повторный интерес.

#### Версия для Nintendo 64
В своём обзоре Эрик Реппен из Game Informer написал, что разработчики этой версии из студии Looking Glass сделали «поразительную работу по переносу старых уровней в трёхмерный формат». Хотя Реппен написал, что игра «предлагает многое, чтобы удерживать игрока», ему не понравилось отсутствие видеороликов и переработка саундтрека, чего не было в других версиях игры.
Критик IGN Аарон Боулдинг сообщил в начале своего обзора, что разработчикам удалось разработать игру со всеми теми элементами, какие игрок, по мысли Боулдинга, хотел бы видеть в хорошей RTS. Боулдинг положительно отозвался об игровом процессе и наборе миссий The Special Ops, но при этом отметил, что большинство юнитов выглядит отлично от таковых в компьютерной версии. Рецензент был менее рад графической части игры, сделанной, по его словам, «как попало», хотя и критик похвалил работу со звуком и музыкой. Боулдинг отметил, что управление в игре адаптировано было хорошо, хотя и немного осложнено, и завершил на том, что Command & Conquer на Nintendo 64 может затянуть тех, кто не играл в компьютерную версию, тогда как для уже прошедших последнюю Nintendo 64 вряд ли может что-то предложить помимо дополнительных миссий и трёхмерного мира.
Редакция Next Generation в своём обзоре оставила комментарий о том, что в то время, как портированные версии на других платформах имели проблемы с воспроизведением управления мышью на геймпаде, рецензируемая версия с данной проблемой «справляется прекрасно». Критики отметили, что аналоговый стик контроллера «позволяет также легко управлять интерфейсом, как и мышью на компьютере», и добавили, что весь интерфейс «сделан в равной степени ответственно и хорошо». Похвалы рецензентов удостоились графика и звук, и особенно хорошо они отозвались об озвучивании, которое, по их словам, является «одной из самых совершенных» среди игр на Nintendo 64. В то же время они выразили недовольство отсутствием мультиплеера, и завершили обзор тем, что порт «сохраняет дух игры, хорошо адаптируясь к ограничениям Nintendo 64». Обозреватель газеты The Cincinnati Enquirer Джеймс Ботторфф посчитал, что, с учётом появления в жанре стратегий в реальном времени новых явлений, Command & Conquer на Nintendo 64 выглядит весьма устаревшей, несмотря на «все новые навороты». Однако, Ботторфф написал, что не игравшие в Command & Conquer до выхода рецензируемой версии найдут её «очень привлекательной», и добавил, что управление в игре «удивительно хорошее для портированной версии».

## Наследие

### Сиквелы
Command & Conquer стала основой для одноимённой серии игр, чей совокупный тираж составил более 30 миллионов копий. Сюжетная линия игры впоследствии была продолжена в Command & Conquer: Tiberian Sun, вышедшей в 1999 году, а ещё позднее была пересказана в шутере Command & Conquer: Renegade, вышедшем в 2002 году; вместе с вышеозначенными играми и вышедшими позднее Command & Conquer 3: Tiberium Wars и Command & Conquer 4: Tiberian Twilight, оригинальная Command & Conquer составляет сюжетную тибериевую подсерию. Позднее, с выходом Tiberian Sun, среди фанатского сообщества стал использоваться неофициальный подзаголовок Tiberian Dawn, чтобы провести различие от серии, которой игра дала название.
В 1996 году Westwood Studios выпустила Command & Conquer: Red Alert, задуманную как приквел к оригинальной игре и происходящую в альтернативно-историческом сеттинге, в котором вместо Второй мировой войны происходит война между СССР и западными державами. Основанная на ней одноимённая подсерия, однако, постепенно стала отдельным от оригинального сеттингом, в котором значительную роль играет сатира на стереотипы «холодной войны».

### Влияние на жанр
По мнению многих изданий компьютерно-игровой направленности, равно как и представителей игровой индустрии, Command & Conquer оказала значительное влияние на развитие жанра стратегий в реальном времени. В том же году журнал Next Generation в аналогичном рейтинге поставил игру на 49 место, отметив, что игра «вывела жанр военных игр из доисторического гексагонального болота и вдохнул в него новую жизнь». Пол Мэллинсон из CVG в 2002 году пишет, что «сотни других стратегических игр, как Starcraft и Age of Empires, заимствовали концепты из Command & Conquer,<…> и жанр RTS до сих пор процветает благодаря Command & Conquer». Обозреватель GameSpot Брюс Герык пишет, что название Command & Conquer «стало синонимом жанра RTS», а Марк Уокер из GameSpy говорит, что Warcraft: Orcs & Humans и Dune II «были не более чем разогревом» перед выходом Command & Conquer, раскрывшей потенциал жанра и популяризировавшей его на долгие годы. Обозреватель IGN Дэн Адамс пишет, что Command & Conquer вместе с Warcraft: Orcs & Humans закрепила популярность жанра RTS, возросшую после выхода Dune II.
В 1999 году российский геймдизайнер Андрей «Кранк» Кузьмин в комментарии для «Game.EXE» указывает Command & Conquer — вместе с Dune II и Warcraft: Orcs & Humans — в числе лучших игр 1990-х. Как пишет Кузьмин, в концепции танкового раша он видит «закат полководческой мысли»; разработчиков из Westwood и Blizzard Кузьмин называет «жрецами массовых самоубийств оловянных солдатиков детства». Согласно комментарию журнала «Игромания», Command & Conquer стала «верстовым столбом» жанра RTS, одной из первых в полной мере требовавшей компакт-диск в приводе. В 2010 году польский веб-сайт Wirtualna Polska поставил игру на седьмое место из десяти в рейтинге самых затягивающих игр.

## Цитаты
Основная игра
1. ↑  «EVA: Тиберий получил своё название по имени реки Тибр в Италии, где впервые был обнаружен.»Оригинальный текст (англ.)EVA: Tiberium is named after the Tiber river in Italy where it was first discovered.
2. ↑  «EVA: Тиберий продолжает вызывать дискуссии в научной среде, всасывая в себя, подобно губке, минералы и питательные вещества из почвы. Конечным результатом этого уникального процесса является формирование кристаллов тиберия, богатых драгоценными металлами и готовых к сбору с минимальными на то затратами.» Оригинальный текст (англ.)EVA: Tiberium continues to confound the scientific community, soaking up ground minerals and soil nutrients like a sponge. The end result of this unique leeching process creates the formation of Tiberium crystals, rich in precious metals and available for collection with a minimum of mining expense.
3. ↑  «EVA: Контакт человека с тиберием чреват отравлением и часто оканчивается летальным исходом, поэтому следует избегать прямых контактов с тиберием.»Оригинальный текст (англ.)EVA: Human contact with Tiberium is extremely toxic and often fatal; exposure should be avoided.
4. ↑  «Ведущий новостей: Новые технологии сбора тиберия, разработанные Братством Нод, увеличили прибыль с добычи на 49 %.» Оригинальный текст (англ.)Male newscaster: New Tiberium harvesting methods instituted by the Brotherhood of Nod increased profitability by 49%.
5. ↑  «Ведущая новостей: Кейн, харизматичный лидер [Братства] Нод и очередной самопровозглашённый пророк среди множества.»Оригинальный текст (англ.)Female newscaster: Kane, the single-named charismatic Nod leader and self-proclaimed prophet is among those missing and assumed dead.
6. ↑  «Ведущий новостей: Тибериевые предприятия Нод теперь контролируют почти половину всех известных поставок, давая [этой] полутеррористической группировке весомое влияние на Лондонской бирже золота.»Оригинальный текст (англ.)Male newscaster: Nod Tiberium holdings now account for almost half of the world's known supply, giving the quasi-terrorist group incredible leverage in the London Gold Exchange.
7. 1 2  «Ведущий новостей: Взрыв в торговом центре в Вене стал семнадцатым в числе совершенных за четыре недели терактов, ответственность за которые возложена на террористов Нод.»Оригинальный текст (англ.)Male newscaster: The Grain Trade Center in Vienna was the seventeenth urban bombing in four weeks, blamed on Nod terrorists.
8. ↑  «EVA: Согласно решениям ООН, Глобальный Совет Безопасности имеет своей [единственной] целью защиту идеалов свободы через уничтожение международного терроризма.»Оригинальный текст (англ.)EVA: Sanctioned by the United Nations, the Global Defense Initiative has one goal: eliminate multi-national terrorism in an effort to preserve freedom.
9. ↑  «Генерал [Марк Джеймисон] Шепард: Мы нашли его, командир. Храм Кейна и база для его операций. Данную информацию мы получили пять минут назад, и нет сомнений, что Кейн внутри. Он окружил себя своими бойцами. Пробраться к нему будет не легко. Иронично, не так ли. Кейн разместил свой храм прямо под Сараево. Если это звучит знакомо, то потому что там одному безумцу удалось развязать Первую мировую. Теперь мы здесь, чтобы не дать такому же безумцу устроить то же самое. Командир, здесь не должно быть каких-либо половинчатых мер. Не давайте Кейну и его зелотам каких-либо поблажек. Сотрите его храм с лица земли. Уничтожьте эту сволочь…или приготовьтесь умереть.»Оригинальный текст (англ.)General Mark Jamison Sheppard: We found him, Commander. Kane's temple and base of operations. This field operative's covert transmission came to us live just five minutes ago, so there's no doubt that Kane's inside. He surrounded himself with his own crack militia. Getting to him... won't be easy. Ironic, isn't it? Kane's planted his temple just outside of Sarajevo. If that sounds familiar, it's because that's where another madman started World War I. And here we are, trying to stop this madman from doing it again. Commander, there is to be no quarter given. No leniency in dealing with Kane and his zealots. Wipe his temple off the face of the earth. Destroy the bastard... or prepare to... die trying.
10. ↑  «Сет: Итак, вы новый человек в Братстве. Меня зовут Сет. Просто Сет. От Бога, к Кейну, к Сету. Я — его правая рука, и у меня есть задание для вас.»Оригинальный текст (англ.)Seth: So. You're the new addition to the Brotherhood. Well, I'm Seth. Just Seth. From God, to Kane, to Seth. I am his right hand, and I have a task for you.
11. ↑  «Сет: Отлично. Вы действительно становитесь любимцем Кейна. Как насчёт места в высших эшелонах Нод? Уверен, вы достаточно амбициозны, чтобы взяться за задание невероятного масштаба. Ваша цель настолько секретная, что даже Кейн не знает об этом. Вы видите, как быстро власть обретается в Братстве. Я волен послать ваши войска в США. Кейн не желает вторжения, но я думаю, что самое время для этого, и вы как раз тот, кто сделает это.

Это — Пентагон. Полная фронтальная атака имеющимися у вас силами по этой позиции должна… (Кейн появляется и убивает Сета; после убирает его тело с кресла)»Оригинальный текст (англ.)Seth: Well done. You are truly becoming Kane's favorite. How would you like to ensure your place in the highest echelons of Nod? Surely you are ambitious enough to take on a mission of tremendous magnitude. Your goal is so secret even Kane knows nothing of it yet. You see, power shifts quickly in the Brotherhood.
I've taken the liberty of dispatching your troops to the U.S. Kane's been loath to attack America, but I feel that it's time, and that you're the one to do it.
This is the Pentagon. A full frontal attack with your strongest forces should render their military center of opera--
12. ↑  «Кейн: (Садясь) Да, власть обретается быстрее, чем некоторые думают. (Игроку) Я — Кейн. Пока я вывожу твои войска обратно из Штатов, мне нужно, чтобы ты взял тех, кого оставил, и поручил им охранять заброшенную базу ГСБ. Подготовь там арсенал и используй его, чтобы убрать остатки присутствия ГСБ. О! Поздравляю с повышением.»Оригинальный текст (англ.)Kane: Yes, power shifts more quickly than some people think. I am Kane. While I heed your troops back from the States, I want you to take what men you have left and secure this abandoned GDI base. Once in, build up an arsenal of weapons and use them to wipe out the remaining GDI presence. Oh, and congratulations on your promotion.
13. ↑  «Кейн: Ваши старания привели нас сюда, мой верный друг. Храм завершён, и мы должны отпраздновать наше величайшее деяние. Теперь отдохните и посмотрите, как мои хакеры танцуют в паутине киберпространства. Отсюда весь мир будет у меня на ладонях.»Оригинальный текст (англ.)Kane: Your efforts have landed us here, my faithful friend. The temple is complete, and we are about to embark upon our greatest exploit. For now relax, and watch as my netrunners dance through the web of cyberspace. Once inside, the world is at my fingertips.
14. ↑  «Кейн: <…> Куда стрелять? Где мир сильнее всего почувствует предательство ГСБ? Вы многое сделали для Братства, чтобы помочь достичь этой последней победы. Выбор за вами, мой друг.»Оригинальный текст (англ.)Kane: ...the world. Where to strike? Where will the world most keenly feel the blade of GDI treachery? You have done much to aid the Brotherhood towards this final victory. The choice, my friend, is yours.

Westwood Studios, Command & Conquer. Изд. Virgin Interactive. (31 августа 1995).
Прочие
1. 1 2  «Сюжет Command & Conquer рассказывает о войне между Глобальной Оборонной Инициативой (далее GDI) и Братством Нод. Зрелище, при всей простоте, — просто удивительное, чему способствуют отличные катсцены, повествующие о классической битве между добром и злом. В отличие от Warcraft, каждая сторона имеет свои отличные друг от друга юниты с различными способностями. У GDI имеются более конвенциональные войска, тогда как Нод опирается больше на скорость, нежели на прямое воздействие. Хотя морских юнитов нет, имеющихся сил хватает для разработки углублённых стратегий.»[4]Оригинальный текст (англ.)Command & Conquer tells the story of the battle between the Global Defense Initiative (GDI) and the Brotherhood of Nod. The presentation is simply fantastic, with slick video cutscenes narrating a classic battle between good and evil. Unlike the Warcraft series, each side has distinct units with varying capabilities. GDI has the more conventional force, while Nod relies more on speed than striking power. There are no naval units, but otherwise the force mix is deep and provides for a lot of strategy.
2. ↑  «„Архивы ГСБ. Глобальный Совет Безопасности“: Уже дважды вражда двух организаций - ГСБ и НОД - перерастала в конфликты мирового масштаба. Первая тибериевая война началась, когда обе структуры находились еще в стадии формирования, а несколько лет спустя разгорелся и второй, не менее масштабный конфликт.»
[15]
3. ↑  «К 1994 году обстановка в мире была весьма мрачной. Не так давно закончилась война в [Персидском] заливе, после которой Саддам Хусейн, хотя и потерпел поражение, но тем не менее остался у власти. Повлияло ли такое положение дел на создание игры? Главный дизайнер игры Эрик Йео отвечает — „Так и есть. Решение идти в нужном направлении было уже сделано, но то, что происходило в мире, давало нам всё больше и больше идей“. С ним соглашается Луис Кастл: „Война была в новостях, и угроза терроризма была у всех на уме. Это оказало определённое влияние на вымышленный мир C&C, хотя мы и воплотили его в параллельной вселенной, чтобы избежать отрезвляющих проблем реальной войны“.»[14]Оригинальный текст (англ.)By 1994 the world was a politically gloomy place to live. The Gulf War had ended, though not satisfactorily so, and Saddam Hussein remained in power. Did this climate affect the game's design? C&C's lead designer Erik Yeo thinks so. "Absolutely. The decision to go in the direction we did had already been made, but everything that went on in the world just gave us more and more ideas." Louis Castle agrees: "War was in the news and the threat of terrorism was on everyone's mind. That definitely had an effect on the fictional world of C&C, though a 'parallel universe' was created to avoid dealing with the sobering issues of a real war."
4. ↑  «<…>Мы хотели сделать это современной войной для современного мира с современными политиками. Тогда же Бретт Сперри сказал, что ему кажется, что следующие войны будут не столько между государствами, сколько между западным обществом и организацией анархистов без централизованного управления. <…>Как оказалось, это стало весьма пророческим.»[17]Оригинальный текст (англ.)
<...>We wanted to make it a contemporary war for a contemporary world, with contemporary politics. At the time, Brett Sperry had said that it seemed to him that the next wars won't be fought nation-to-nation, but fought between Western society and a kind of anarchistic terror organization that doesn't have a centralized government. <...>It turned out to be very prophetic.
5. ↑  «Мы принялись за это очень серьёзно. Вам надо будет сделать то же самое, если вы будете пытаться сделать свои собственные фильмы с бюджетом, какой был у нас! В запасных помещениях и складах, где вся наша команда снималась. [Выражаю] комплименты Джо [Кукану] за то, что тому удалось взять группу людей, не имевших представления о том, как стоять перед камерой, и сделать из этого нечто удивительное! [...] У нас не было иллюзий, что мы будем столь же хороши, как на телевидении или в кино. Мы не думали снимать нечто похожее на кэмп, просто у нас получилось так, потому что мы не были профессионалами в том, как снимать видео.»[17]
Оригинальный текст (англ.)We took ourselves very seriously. You have to when you try to make your own movies with the budget that we had! In spare rooms, in warehouses... with all of our staff doing the acting.
Compliments to Joe for taking that ragtag group of people who had no business in front of a camera and making something reasonably good! [...] We had no illusions that we were as good as TV or film. We weren't settling for campy, we just happened to be campy because we weren't professional at making videos.